# Harmsiodoxa
Harmsiodoxa là chi thực vật có hoa trong họ Cải.